# Sokrates der Jüngere
Sokrates der Jüngere (altgriechisch Σωκράτης ὁ νεώτερος Sōkrátēs ho neōteros; * um 425/420 v. Chr.; † wohl nach 360 v. Chr.) war ein antiker griechischer Philosoph. Er lebte in Athen und gehörte anfangs zum Umkreis des 399 v. Chr. hingerichteten berühmten Philosophen Sokrates („des Älteren“). Später war er in der Platonischen Akademie tätig, in der er offenbar ein bekanntes, angesehenes Mitglied war.

## Leben
Dass Sokrates der Jüngere eine historische Person war, wird in der Forschung mitunter bezweifelt, gilt aber nach der vorherrschenden Meinung als wahrscheinlich. Er war ein Altersgenosse Platons und des Mathematikers Theaitetos. Theaitetos nannte ihn nach Platons Darstellung seinen „Mitübenden“, mit dem er Strapazen durchzuhalten pflege. Mit dem gemeinsamen strapaziösen Üben – Platon verwendet einen Begriff aus der Gymnastik – sind wohl wissenschaftliche Aktivitäten gemeint.
In drei antiken Lebensbeschreibungen des Aristoteles findet sich die Behauptung, dieser Philosoph sei, bevor er sich Platon anschloss, einige Zeit – einer Version dieser Überlieferung zufolge drei Jahre lang – ein Schüler des Sokrates gewesen und (ungefähr) bis zu dessen Tod bei ihm geblieben. Als Quelle wird ein Brief des Aristoteles an König Philipp II. von Makedonien genannt. Unklar ist, ob damit eine (chronologisch unmögliche) Beziehung zum älteren Sokrates, der lange vor der Geburt des Aristoteles starb, gemeint ist, ob ein Fehler in der Textüberlieferung vorliegt oder ob sich die Angabe auf den jüngeren Sokrates bezieht. Im letzteren Fall ist es möglich, dass die Behauptung zumindest einen historischen Kern hat. Das würde bedeuten, dass Aristoteles in der Akademie, in die er 367 eingetreten war, zunächst von Sokrates betreut wurde und erst später, als dieser starb, in ein näheres Verhältnis zu Platon trat. Wenn die Angabe der drei Studienjahre bei Sokrates zutrifft, müsste dieser 364 gestorben sein. Dem widerspricht jedoch eine Mitteilung in einem Platon zugeschriebenen Brief, der – auch sollte er unecht sein – jedenfalls von einer gut informierten Person verfasst wurde. Dem Brief zufolge war Sokrates der Jüngere um 360 v. Chr. noch am Leben; er soll damals an einer urologischen Krankheit gelitten haben, der Strangurie, die ihn am Reisen hinderte.

## Lehre
Aristoteles kritisiert in seiner Metaphysik einen nach seiner Ansicht irreführenden Vergleich eines Sokrates. Schon antike Aristoteles-Kommentatoren identifizierten diesen Denker mit dem jüngeren Sokrates, der aus Werken Platons bekannt ist. Diese Gleichsetzung gilt in der Forschung als plausibel. Aristoteles wirft Sokrates vor, eine Betrachtungsweise zu praktizieren, die zur Folge habe, dass Lebewesen wie mathematische Gegenstände behandelt würden, indem sie unabhängig von ihren materiellen Bestandteilen definiert würden, so wie man einen Kreis ohne Bezug auf die Materie, in der er dargestellt ist, definiert. Dagegen wendet Aristoteles ein, die von Sokrates unterstellte Analogie zwischen Lebewesen und mathematischen Gegenständen bestehe nicht. Es könne keinen abstrakten Menschen geben, so wie es abstrakte geometrische Figuren gibt, denn jedes Lebewesen müsse als solches definitionsgemäß bewegungsfähig sein und somit bewegungsfähige lebendige Teile (beispielsweise beim Menschen einsatzfähige Hände) aufweisen; dies aber setze voraus, dass eine Seele als Form mit ihrem Körper als der zugehörigen Materie verbunden sei (siehe auch Hylemorphismus), und das sei nur in konkreten, sinnlich wahrnehmbaren Menschen der Fall. Offenbar hatte Sokrates die Auffassung vertreten, der organisch in Teile gegliederte Körper sei für den Menschen so unwesentlich wie für eine geometrische Figur das Material, aus dem eine Abbildung von ihr geformt wird, und gehöre daher nicht zur Definition des Menschen.
Nach einer von Hermann Schmitz vorgetragenen Hypothese bildete sich um Sokrates den Jüngeren in der Akademie ein Kreis von „Ideenfreunden“. Diese von Sokrates’ Einfluss geprägte Gruppe habe eine radikale, dualistische Variante der platonischen Ideenlehre vertreten und damit Platons Auffassung widersprochen. Die „Ideenfreunde“ hätten die Trennung von Werden und Sein schroff betont, eine Gemeinsamkeit und Ähnlichkeit zwischen den Ideen und den entsprechenden Sinnesobjekten bestritten und den Zusammenhang zwischen ihnen auf bloße Namensgleichheit beschränkt.
Im sicher unechten „Zweiten Brief Platons“ ist von Werken die Rede, die unter Platons Namen verbreitet würden, in Wirklichkeit aber von dem „schön und jung gewordenen“ Sokrates stammten. Der unbekannte Verfasser des Briefs meinte wohl Sokrates den Jüngeren.

## Rolle in Dialogen Platons
Der jüngere Sokrates kommt in drei literarischen Dialogen Platons vor: im Politikos („Staatsmann“), im Theaitetos und im Sophistes. Im Theaitetos und im Sophistes ist er unter den Anwesenden, ergreift aber nicht das Wort. Im Politikos gehört er zu den vier Gesprächspartnern; die anderen sind Sokrates der Ältere, der Mathematiker Theodoros von Kyrene und ein nicht namentlich genannter „Fremder“ aus Elea.
Im Politikos, dessen fiktive Handlung sich im Jahr 399 v. Chr. abspielt, stellen sich die Diskutanten die Aufgabe, zu bestimmen, was den Staatsmann ausmacht und worin die Aufgabe wahrer Staatskunst besteht. Theodoros und der ältere Sokrates beteiligen sich nur anfangs kurz an der Unterredung und beschränken sich dann aufs Zuhören; der eigentliche Dialog ist ein Zwiegespräch zwischen dem Fremden und dem jüngeren Sokrates. Dabei übernimmt der philosophisch weit überlegene Fremde die Gesprächslenkung. Sein junger Dialogpartner beschränkt sich über weite Strecken darauf, Zustimmung zu äußern und Fragen zu stellen. Er zeigt ein gutes Verständnis der Thematik und vermag der Argumentation zu folgen, doch begeht er methodische Fehler und trägt zur Erkenntnisgewinnung relativ wenig bei. Stellenweise reagiert er unüberlegt und lässt es an Umsicht fehlen.
Tuija Jatakari hält den jüngeren Sokrates für eine fiktive Person, hinter der sich Platon selbst verberge.